# Selección de fútbol sub-17 de Japón
La Selección de fútbol sub-17 de Japón, también conocida como Selección infantil de fútbol de Japón, es el equipo que representa al país en el Mundial Sub-17 y en el Campeonato Sub-16 de la AFC, y es controlado por la Asociación Japonesa de Fútbol.

## Palmarés
- Campeonato Sub-16 de la AFC: 4
  -  Campeón (4): 1994, 2006, 2018, 2023
  -  Subcampeón: 2012
  -  Tercer Lugar: 2000

## Estadísticas

### Mundial Sub-17
| Récord    | Récord           | Récord       | Récord       | Récord       | Récord       | Récord       | Récord       | Récord |
| Sede/ Año | Resultado        | J            | G            | E1           | P            | GF           | GC           |        |
| --------- | ---------------- | ------------ | ------------ | ------------ | ------------ | ------------ | ------------ | ------ |
| 1985      | No clasificó     | No clasificó | No clasificó | No clasificó | No clasificó | No clasificó | No clasificó |        |
| 1987      | No clasificó     | No clasificó | No clasificó | No clasificó | No clasificó | No clasificó | No clasificó |        |
| 1989      | No clasificó     | No clasificó | No clasificó | No clasificó | No clasificó | No clasificó | No clasificó |        |
| 1991      | No clasificó     | No clasificó | No clasificó | No clasificó | No clasificó | No clasificó | No clasificó |        |
| 1993      | Cuartos de final | 4            | 1            | 1            | 2            | 3            | 4            |        |
| 1995      | Fase de grupos   | 3            | 1            | 1            | 1            | 2            | 2            |        |
| 1997      | No clasificó     | No clasificó | No clasificó | No clasificó | No clasificó | No clasificó | No clasificó |        |
| 1999      | No clasificó     | No clasificó | No clasificó | No clasificó | No clasificó | No clasificó | No clasificó |        |
| 2001      | Fase de grupos   | 3            | 1            | 0            | 2            | 2            | 9            |        |
| 2003      | No clasificó     | No clasificó | No clasificó | No clasificó | No clasificó | No clasificó | No clasificó |        |
| 2005      | No clasificó     | No clasificó | No clasificó | No clasificó | No clasificó | No clasificó | No clasificó |        |
| 2007      | Fase de grupos   | 3            | 1            | 0            | 2            | 4            | 6            |        |
| 2009      | Fase de grupos   | 3            | 0            | 0            | 3            | 5            | 9            |        |
| 2011      | Cuartos de final | 5            | 3            | 1            | 1            | 13           | 5            |        |
| 2013      | Octavos de final | 4            | 3            | 0            | 1            | 7            | 4            |        |
| 2015      | No clasificó     | No clasificó | No clasificó | No clasificó | No clasificó | No clasificó | No clasificó |        |
| 2017      | Octavos de final | 4            | 1            | 2            | 1            | 8            | 4            |        |
| 2019      | Octavos de final | 4            | 2            | 1            | 1            | 4            | 2            |        |
| 2023      | Octavos de final | 4            | 2            | 0            | 2            | 5            | 5            |        |
| Total     | 10/19            | 37           | 17           | 6            | 16           | 53           | 50           |        |

### Campeonato Sub-16 de la AFC
| Récord    | Récord           | Récord       | Récord       | Récord       | Récord       | Récord       | Récord       | Récord |
| Sede/ Año | Resultado        | J            | G            | E1           | P            | GF           | GC           |        |
| --------- | ---------------- | ------------ | ------------ | ------------ | ------------ | ------------ | ------------ | ------ |
| 1985      | 1ª ronda         | 1            | 0            | 0            | 1            | 0            | 3            |        |
| 1986      | No participó     | No participó | No participó | No participó | No participó | No participó | No participó |        |
| 1988      | 1ª ronda         | 4            | 1            | 1            | 2            | 4            | 8            |        |
| 1990      | No participó     | No participó | No participó | No participó | No participó | No participó | No participó |        |
| 1992      | No clasificó     | No clasificó | No clasificó | No clasificó | No clasificó | No clasificó | No clasificó |        |
| 1994      | Campeón          | 6            | 4            | 0            | 2            | 13           | 9            |        |
| 1996      | 4º Lugar         | 6            | 3            | 2            | 1            | 13           | 7            |        |
| 1998      | 1ª ronda         | 4            | 2            | 1            | 1            | 8            | 6            |        |
| 2000      | 3º Lugar         | 6            | 5            | 0            | 1            | 20           | 6            |        |
| 2002      | 1ª ronda         | 3            | 1            | 0            | 2            | 3            | 5            |        |
| 2004      | 1ª ronda         | 3            | 1            | 1            | 1            | 4            | 3            |        |
| 2006      | Campeón          | 6            | 4            | 2            | 0            | 17           | 6            |        |
| 2008      | Semifinales      | 5            | 4            | 0            | 1            | 16           | 3            |        |
| 2010      | Semifinales      | 5            | 3            | 1            | 1            | 11           | 3            |        |
| 2012      | Subcampeón       | 6            | 4            | 1            | 1            | 14           | 6            |        |
| 2014      | Cuartos de final | 4            | 2            | 0            | 2            | 7            | 6            |        |
| 2016      | Semifinales      | 5            | 4            | 0            | 1            | 24           | 4            |        |
| 2018      | Campeón          | 6            | 5            | 1            | 0            | 13           | 4            |        |
| 2023      | Campeón          | 6            | 5            | 1            | 0            | 22           | 6            |        |
| Total     | 16/19            | 76           | 48           | 11           | 17           | 189          | 85           |        |

1- Los empates incluyen los partidos que se definieron por penales.